# Jak
Jak (lat. Bos grunniens) je vrsta krupnog goveda, koje ima visinu do 1,8 m, a masu do 1000 kg. Tijelo mu je pokriveno dugom, gustom dlakom, koja viseći resasto s boka seže do članaka. 
U divljini živi na visoravnima Tibeta i Sečuana (Kina) te u Indiji, na nadmorskim visinama od preko 4000 m. Staništa vrste su: planine, travna vegetacija, tundra, jezera i jezerski ekosustavi i pustinje. Kao domaća životinja, uzgaja se u Središnjoj Aziji.
Ova vrsta se smatra ranjivom u pogledu ugroženosti vrste od izumiranja.
Jak je odomaćen već stoljećima, premda još uvijek u zabačenim, nepristupačnim predjelima žive divlji primjerci. Iako postoje bitne razlike u veličini između domaće i divlje pasmine, nema nikakvih poteškoća u njihovom uzajamnom parenju. Domaći jak se koristi za jahanje i kao tegleća životinja. Od njega se dobiva: koža, mlijeko i meso; od dugih dlaka se radi užad, a od isušenog gnojiva ogrjev.